# Controlar
A Controlar, acrônimo de controle de ar é uma empresa de propósito específico (EPE), ou seja, foi criada pelo consórcio vencedor da licitação realizada pela Prefeitura de São Paulo em 1995, na gestão de Paulo Maluf (1993-1996), para implantação e operação do programa de Inspeção e Manutenção de Veículos em Uso (I/M-SP) . É de propriedade do Grupo CCR.
A cidade de São Paulo foi pioneira no Brasil em realizar inspeções em veículos desde 1962. Inicialmente a inspeção era feita pelo Detran/SP e durou até 1979. Retomada em 1997, após regulamentada pelas leis municipais nº 11.733/95 e 12.157/96 voltou a ser realizada no Detran/SP pela empresa Controlar. Novamente retomada em maio de 2008, na gestão de Gilberto Kassab durou até janeiro de 2014.
Conta com a parceria técnica da TÜV NORD, empresa alemã de inspeções veiculares, um dos maiores fornecedores de serviços técnicos da Alemanha.
O Programa I/M-SP analisava a emissão de poluentes gerada pelos motores dos veículos. Os resultados deveriam estar de acordo com os índices indicados pelo fabricante do veículo e de acordo com a legislação vigente (Conama / Proconve). Nos veículos a gasolina, etanol e gás natural (GNV) era medido a emissão de CO e HC. Nos veículos a diesel era medido os níveis de fumaça preta (opacidade). Todos os limites estão estabelecidos na Portaria 009/SVMA2013..

## Legislação
O Programa de Inspeção e Manutenção de Veículos em Uso I/M-SP foi definido pelas Leis Municipais nº 11.733 de 27 de março de 1995, n°12.157 de 9 de agosto de 1996 e nº 14.717 de 17 de abril de 2008 e pelas resoluções do Conselho Nacional do Meio Ambiente - CONAMA e está previsto no Artigo 104 do Código de Trânsito Brasileiro - CTB.